# Dominique-Ceslas Gonthier
Dominique-Ceslas Gonthier (22 septembre 1853 - 16 juin 1917) est un religieux dominicain, un écrivain et un professeur canadien. 

## Biographie
Né Théophile, à Saint-Gervais, il grandit à Saint-Raphaël au Bas-Canada. Enfant doué, il est élevé en compagnie de son frère Damase avant d'entrer au séminaire de Québec, où il remporte le prix de rhétorique. Ses maîtres sont Louis-Nazaire Bégin, Benjamin Pâquet et Louis-Honoré Paquêt, alors qu'il tisse des liens avec Cyrille-Alfred Marois et Lionel Lindsay.
Il devint vivement intéressé par l'ordre des dominicains après avoir lu une biographie d'Henri Lacordaire écrite par le père Bernard Chocarne. Sa vocation encouragée par l'abbé Bégin, il partit pour la France, d'abord à Abbeville, puis à Flavigny-sur-Ozerain, où il entre dans l'ordre avant de continuer ses études en théologie à Langres, lieu de son ordination le 7 juin 1879.
Revenu au Canada, il devient prédicateur à Saint-Hyacinthe, où il vit pendant six années dans un couvent. En 1881, quand les dominicains sont expulsés de France, ils partent vers les États-Unis, plus précisément vers le Maine. Dominique Ceslas-Gonthier les invite cependant vers le Canada, où ils finissent par s'établir à Ottawa et Saint-Hyacinthe après avoir obtenu l'accord des sulpiciens et des oblats. 
Après un ministère de neuf ans dans la paroisse Saint-Jean-Baptiste d'Ottawa, de 1885 à 1894, il est nommé dans le couvent de Fall River au Massachusetts, alors peuplée d'exilés canadien-français. Suivant toujours de près la situation canadienne, il entreprend de réfuter un récent livre de Laurent-Olivier David, qui exposait alors les thèses libérales sur le clergé canadien. Réputé pour son orthodoxie, Gonthier obtient l'appui de Rome dans son débat lancé sur le libéralisme religieux.
En 1897, il part vers Rome pour bloquer la nomination d'un évêque libéral de Valleyfield, Joseph-Médard Emard. De plus, sur l'ordre de Mgr Bégin, il doit exprimer le point de vue du clergé canadien face à la publication de l'encyclique Affari Vos. En raison d'un conflit interne avec Wilfrid Laurier et le cardinal Herbert Vaughan, il ne parvient pas à bien rejoindre la curie romaine, qui déclare que le règlement Laurier-Greenway est insatisfaisant, mais qui oblige néanmoins aux évêques tels Paul Bruchési à faire de leur mieux pour vivre avec cette situation difficile.
Perçu comme un disciple loyal et fidèle, Gonthier n'est pas découragé par ce revers et obtient une nomination comme professeur de théologie dogmatique, vicaire provincial et prieur de Saint-Hyacinthe. Alors que Pie X est couronné pape, il profite de ses loisirs pour écrire de nouveaux articles de controverse dans le style de Louis Veuillot. Il prit aussi part au débat concernant le livre d'André Siegfried sur le clergé canadien. 
Après une longue vie religieuse qui le vit être responsable de l'implantation des dominicains au Canada, il s'éteignit le 16 juin 1917 à l'âge de soixante-et-trois années.

## Ouvrage publié
- Un manifeste libéral : M. L.-O. David et le clergé canadien, 1896

## Revues et journaux
- La Semaine religieuse de Montréal
- La Revue dominicaine
- Le Canada français
- Le Rosaire
- L'Opinion publique